# MINT-Bonbon
MINT-Bonbon war ein Stipendienprogramm der Deutschen Telekom AG. Es wurde 2014 aufgenommen und fördert jährlich bis zu 135 Studenten in den sogenannten MINT-Fächern im Direktstudium an der konzerneigenen privaten Hochschule, die motiviert, sozial engagiert, bzw. leistungsstark sind. Der Name bezieht sich nach Aussage der Telekom darauf, dass die Studiengebühren wie bei einem Bonbon „gelutscht“ (d. h. für den Studenten gedeckt) seien. Mit Abschaffung der Studiengebühren für neuimmatrikulierte Direktstudenten ab dem Jahr 2017, lief gleichzeitig die Vergabe des MINT-Bonbons aus.
Ziel des Stipendiums war es, die monatlichen Studiengebühren des jeweiligen Studenten für die Dauer der Regelstudienzeit zu übernehmen. Es unterhielt eine Partnerschaft mit der Hochschule für Telekommunikation Leipzig.

## Aufnahmekriterien und Bewerbungsverfahren
Unabhängig von Nationalität, Aufenthaltsstatus und Art der Hochschulzugangsberechtigung konnten sich nur Studienanfänger bewerben, die zum jeweiligen Zeitpunkt folgende Aufnahmekriterien erfüllten:
- motivierte, sozial engagierte und exzellente Studierende an der HfTL
- Studierende in den direkten Bachelor- und Masterstudiengängen
- erstmals immatrikuliert
- Studiengangswechsler sind ausgeschlossen
- bei gleicher Qualifikation wird ein Frauenanteil von 30 % angestrebt
- Nach Einreichung aller benötigten Unterlagen und Motivationsschreiben kann es unter Umständen noch zu einem persönlichen Gespräch kommen, bevor eine endgültige Entscheidung zur Finanzierung stattfindet.

## Förderung
Der Stipendiat erhielt keinerlei Geldzahlung. Die Studiengebühren wurden direkt vom Stipendiengeber getragen.

## Geschichte
Nach Einführung der Studiengebühren zum Wintersemester 2014/2015 sah es die Deutsche Telekom als ihr Ziel an, durch ein Stipendienprogramm mehr Studenten an die konzerneigene Fachhochschule zu locken.
Mit Abschaffung der Studiengebühren für neuimmatrikulierte Direktstudenten ab dem Jahr 2017, lief gleichzeitig die Vergabe des MINT-Bonbons aus. Bereits vergebene Studien- und Stipendienverträge müssen weiterhin, durch die Studenten, erfüllt bzw. finanziell getragen werden.